# Tjuvtjärnen, Ångermanland
Tjuvtjärnen är en sjö i Strömsunds kommun i Ångermanland och ingår i Ångermanälvens huvudavrinningsområde.